# Николо-Пенье (Гаврилов-Ямский район)
Николо-Пенье — село в Гаврилов-Ямском районе Ярославской области России. Входит в состав Стогинского сельского округа Митинского сельского поселения.

## География
Село находится в юго-восточной части области, в зоне хвойно-широколиственных лесов, на правом берегу реки Лахости, к югу от автодороги 78К-0007, на расстоянии примерно 19 километров (по прямой) к юго-востоку от города Гаврилов-Ям, административного центра района. Абсолютная высота — 130 метров над уровнем моря.

### Климат
Климат характеризуется как умеренно континентальный, с умеренно холодной зимой и относительно тёплым летом. Среднегодовая температура воздуха — 3 — 3,5 °C. Средняя температура воздуха самого холодного месяца (января) — −13,3 °C; самого тёплого месяца (июля) — 18 °C. Вегетационный период длится около 165—170 дней. Годовое количество атмосферных осадков составляет 500—600 мм, из которых большая часть выпадает в тёплый период.

## История
В селе Никольском на Пенье существовало две церкви. Первая св. пророка Илии построена в 1789 году на средства прихожан, вторая св. и чудотворца Николая - в 1805 году.
В конце XIX — начале XX века село входило в состав Осеневской волости Ярославского уезда Ярославской губернии.
С 1929 года село входило в состав Осеневского сельсовета Гаврилов-Ямского района, с 1954 года — в составе Стогинского сельсовета, с 2005 года — в составе Митинского сельского поселения.

## Население
| 1859 | 2002 | 2007 | 2010 |
| ---- | ---- | ---- | ---- |
| 286  | ↘10  | ↗11  | ↘6   |

### Национальный состав
Согласно результатам переписи 2002 года, в национальной структуре населения русские составляли 100 % из 10 чел.

## Достопримечательности
В селе расположены недействующая Церковь Илии Пророка (1789) и остатки Церкви Николая Чудотворца (1805).